# Compsoctena scoriopis
Compsoctena scoriopis är en fjärilsart som beskrevs av Edward Meyrick 1934. Compsoctena scoriopis ingår i släktet Compsoctena och familjen Eriocottidae. Inga underarter finns listade i Catalogue of Life.